# Eirenis decemlineatus
Espèce
Synonymes
- Ablabes decemlineatus Duméril, Bibron & Duméril, 1854

Statut de conservation UICN

 LC  : Préoccupation mineure
Eirenis decemlineatus est une espèce de serpents de la famille des Colubridae.

## Répartition
Cette espèce se rencontre en Iran, en Irak, en Israël, en Jordanie, au Liban, en Syrie et en Turquie.

## Description
Eirenis decemlineatus mesure, pour les mâles, entre 21 et 65 cm dont 5 à 18 cm pour la queue et, pour les femelles, entre 37,5 et 68 cm dont 5 à 16,5 cm pour la queue. Son dos est brun uniforme et présente parfois deux fines rayures sur toute la longueur du corps et la queue. Sa face ventrale est blanche.

## Étymologie
Son nom d'espèce, du préfixe latin decem-, « dix », et lineata, « ligne, rayure », lui a été donné en référence à sa livrée.

## Publication originale
- Duméril, Bibron & Duméril, 1854 : Erpétologie générale ou histoire naturelle complète des reptiles. Tome septième. Première partie, p. 1-780 (texte intégral).